# Zdeněk Horský
Zdeněk Horský (* 11. März 1929 in Prag; † 8. Mai 1988 ebenda) war ein tschechischer Historiker und Astronom.

## Leben
Horský studierte zuerst Philosophie und Musikwissenschaft an der Philosophischen Fakultät der Karls-Universität Prag, weiter auch Astronomie und Mathematik an der Naturwissenschaftlichen Fakultät, wo er auch promovierte.
Die Verbindung der Geisteswissenschaften mit den Naturwissenschaften bestimmte sein ganzes weiteres Berufsleben.
- 1956–1970 arbeitete er am Institut für Geschichte der Tschechoslowakischen Akademie der Wissenschaften (ČSAV).
- 1970–1973 wechselte er zu der Tschechischen Astronomischen Gesellschaft (ČAS) an der Akademie der Wissenschaften (ČSAV).
- Nach 1973 war er Mitarbeiter des Astronomischen Instituts der Akademie der Wissenschaften der Tschechischen Republik

Er starb in Prag am 8. Mai 1988 im Alter von 59 Jahren.

## Leistungen
Zdeněk Horskýs Hauptinteresse galt der Astronomie des 16. und 17. Jahrhunderts sowie Werken von Nikolaus Kopernikus, Johannes Kepler, Tycho Brahe, Thaddaeus Hagecius und der Wissenschaft auf dem Hof des Rudolf II. Weiteres Interesse galt dem Studium der historischen wissenschaftlichen Instrumente.
In seiner interdisziplinären Arbeit, die grundsätzlich das technische Umfeld (Technik, Astronomie und Mathematik) geschickt mit Geisteswissenschaft (Historie, Kunst und Philosophie) verbindet, wurde er einer der anerkanntesten Autoritäten seiner Zeit.
Ein typisches Beispiel dafür ist eine Arbeit, die die kosmologische Symbolik der Karlsbrücke in Prag erklärt. Seine Schlussfolgerungen wurden in diesem Sinne allgemein akzeptiert.
Ein Vierteljahrhundert widmete er sich der Forschung der Prager Rathausuhr. Sein wesentlicher Beitrag ist die Begründung der Vordatierung der astronomischen Uhr in die Vor-Hussitenzeit, und zwar in das Jahr 1410. Seine Forschungsarbeit floss dann in das populärwissenschaftliche Buch „Prager astronomische Uhr“ („Pražský Orloj“) ein, das kurz nach seinem Tod im Jahr 1988 veröffentlicht wurde. Horský beschreibt die Uhr ohne mythisches Beiwerk, als ein Meisterwerk der tschechischen Kunst und Technik sowie als ein einzigartiges gotisches Denkmal.
Der frühe Tod von Zdeněk Horský bedeutete, dass eine Reihe seiner Arbeiten nicht veröffentlicht wurden. Dazu gehört auch eine kommentierte Übersetzung der Werke Nicolai Copernici de revolutionibus orbium coelestium libri sex.

## Auszeichnungen und Ehrungen
Im Jahr 1996 wurde der Asteroid (3827) Zdenekhorský nach ihm benannt.

## Schriften
- Vesmír. Mladá Fronta, Praha 1979.
- Kepler v Praze. Mladá fronta, Praha, 1980.
- Pražský Orloj. Panorama, Praha 1988.
- Koperník a české země. Soubor studií o renesanční kosmologii a nové vědě. Pavel Mervart, Červený Kostelec 2011, ISBN 978-80-87378-87-8.